# 戦略大作戦

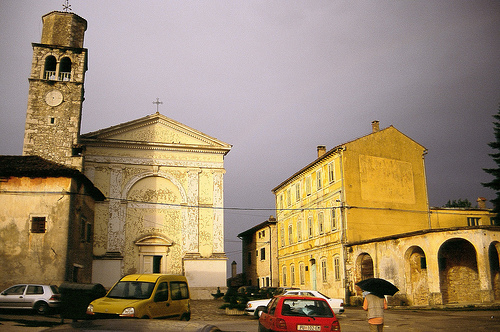
撮影に使用されたヴィジナダの教会前広場。

『戦略大作戦』（せんりゃくだいさくせん、原題：Kelly's Heroes）は、1970年6月23日に劇場公開されたアメリカの戦争映画。第二次世界大戦中のヨーロッパ戦線を舞台に、連合軍のならず者たちが繰り広げるアクション・コメディである。
日本では1970年12月26日に劇場公開された。

## ストーリー
第二次世界大戦も末期に差し掛かった1944年9月フランス、ノルマンディー上陸作戦以来前線で戦い続けているアメリカ陸軍第35歩兵師団のビッグジョー曹長率いる分隊は、いつも肝心なところで後退を命じられ、未だに手柄を立てられず苛立ちがつのる毎日をおくっていた。
そんな中、ビッグジョーの部下で元中尉のケリー二等兵はドイツ国防軍の情報将校ダンコーフ大佐の身柄拘束に成功する。ビッグジョーもケリーも大した情報は期待していなかったが、ダンコーフの手荷物を調べると金の延べ棒が鉛に偽装されていたことを発見する。ケリーはダンコーフに酒を振る舞い、泥酔したダンコーフから前線の向こうにある小さな街・クレアモント（クレルモン）の銀行に大量の金塊が保管されていることを尋問で聞きだした。ケリーからこの話を聞いた分隊の兵士たちは、クレアモントの金塊をくすねるべく、ヒゴロの鬱憤もあり、任務を放棄して中隊長メイトランド大尉のヨット休暇中に前線越えを試みる。
損耗と被害を出しながらも目的地に到着した一行は、町に居合わせたドイツ軍のティーガー戦車3輌のうち2輌を撃破するも、虎の子のシャーマン戦車は故障で稼働できなくなった。金塊を目の前に手詰まりとなったケリーたちは、実は行動不能に陥っていたティーガー戦車長と直接交渉に持ち込み、現状と状況を明かして取引は成立した。
ティーガー戦車の主砲（8.8 cm FlaK 18/36/37）で銀行の扉を吹っ飛ばし、その場に居た面々は各々の車輌に金塊を積んで去っていった。

## 登場人物

### 小隊
ケリー二等兵
主人公。かつては中尉だったが、部隊が誤った命令で友軍陣地を攻撃した折、責任のしわ寄せを受けて降格された。現在はビッグジョーの分隊に所属する二等兵に過ぎないが、他の分隊員からは一目置かれている。捕虜としたドイツ軍情報将校ダンコーフから、最前線にある小さな街クレアモントの銀行に大量の金塊が眠っていることを聞き出し、強奪を目論む。
ビッグジョー曹長
ケリーらを率いる戦慣れした叩き上げで巨漢の分隊長。友軍の誤爆や敵ドイツ軍の砲撃に晒されながらも後続部隊に手柄を横取りされる日々に不満を抱いている。当初はケリーの強奪計画に反対していたものの、分隊員達の説得もあり強奪に参加することとなる。
クラップゲーム・ハスラー軍曹
師団の資材部に勤務する主計軍曹。ケリーから装備の調達を頼まれ金塊の話を聞きパリ相場を元に相当する金額をはじき出し自らも強奪に参加する。戦闘経験はなくブローニングM1919機関銃を運ばされてその重量に愚痴をこぼす。
ジョブ伍長
ビッグジョーの親友。クレアモント付近の地雷原にて戦死する。
ガトゥコウスキー二等兵
分隊の狙撃手。モシン・ナガン狙撃銃を愛用している。
“バーバラ”バブラ二等兵
本名はバブラだが、ビッグジョーにはバーバラと呼ばれている。
グレイス二等兵
クレアモント付近の地雷原にて戦死する。
ミッチェル二等兵
クレアモント付近の地雷原にて戦死する。

### 戦車隊
オッドボール軍曹
壊滅した戦車隊隊員で無所属。シャーマン戦車3両を率いている。資材部にてケリーとクラップゲームの会話を聞き、分け前にあずかれるなら出動できると持ちかける。何事にも楽観的でケリーの前向きな意見を尊重するが服務態度は自堕落で怠慢な奇人。シャーマン戦車車長としてケリー一行と共闘、根っからの軍人のビッグジョーとは馬が合わない。
モリアーティ一等兵
オッドボールの機銃手兼メカニック。オッドボールとは対照的に極めて悲観的な性格。
ターク

### その他
ダンコーフ大佐
ドイツ国防軍の情報将校。ケリーによって捕えられ、酔った勢いでクレアモントに眠る金塊の情報を漏らしてしまう。その後、乱戦の中でドイツ軍戦車から誤射され死亡する。
マリガン先任曹長
迫撃砲部隊の指揮官。射程も目標もめちゃくちゃでたびたび友軍陣地を誤射するため、ビッグジョーやケリーからはあまり信用されていない。
メイトランド大尉
ケリーやビッグジョーの上官。叔父であるコルトのコネで現在の地位にある。戦利品のヨットを運び出し、パリで買い物を済ませる為に前線を離れ、部隊に3日間の休暇を設ける。
ベラミー曹長
第42工兵連隊の隊員。オッドボールの友人。
ローマー伍長
ベラミーの部下。
タイガー戦車第115号車の戦車長
武装SS曹長。クレアモントを守備するドイツ軍の一員。他のタイガー戦車2両をケリーらに破壊された後も銀行を頑なに守り、最後はケリー、ビッグジョー、オッドボールの説得によって金塊の強奪に部下と共に荷担する。
コルト少将
第35歩兵師団長。吹き替え版では将軍と呼ばれている。戦線の停滞に苛立っており、たびたび司令部幕僚を罵倒して回っている。ケリーらがドイツ軍の前線を突破してクレアモントを目指しているのを無線傍受で知って感激し（金塊強奪の件まで知らない）、自身も大いに奮発してケリーの部隊に勲章を授けるべく出撃した。なお、史実における1944年9月時点の第35歩兵師団長はポール・W・バーデ少将である。
ブッカー少佐
第35歩兵師団司令部の通信参謀。コルト少将の理不尽な罵倒に辟易している。

## キャスト
| 役名                      | 俳優                           | 日本語吹替                  |
| 役名                      | 俳優                           | フジテレビ版 （吹替完全版） |
| ------------------------- | ------------------------------ | --------------------------- |
| ケリー二等兵              | クリント・イーストウッド       | 山田康雄 （多田野曜平）     |
| ビック・ジョー曹長        | テリー・サバラス               | 大平透 （楠大典）           |
| クラップ軍曹 （サイコロ） | ドン・リックルズ               | 永井一郎 （茶風林）         |
| オッドボール軍曹          | ドナルド・サザーランド         | 宍戸錠 （咲野俊介）         |
| コルト少将                | キャロル・オコナー             | 富田耕生                    |
| モリアーティ一等兵        | ギャビン・マクラウド           | 村越伊知郎                  |
| メイランド大尉            | ハル・バックリー               | 村瀬正彦                    |
| リトルジョー二等兵        | スチュアート・マーゴリン       | 大塚周夫 （大塚明夫）       |
| カウボーイ二等兵          | ジェフ・モリス                 | 大宮悌二 （岩河拓吾）       |
| ガトゥコウスキー二等兵    | リチャード・ダヴァロス         |                             |
| ペトゥコ二等兵            | ペリー・ロペス                 | 田中康郎                    |
| ジョブ伍長                | トム・トゥループ               | 村越伊知郎 （さかき孝輔）   |
| ウィラード二等兵          | ハリー・ディーン・スタントン   | 納谷六朗                    |
| フィッシャー二等兵        | ディック・バルドゥッツィ       | 若本紀昭                    |
| バブラ二等兵              | ジーン・コリンズ               | 矢田耕司                    |
| ベラミー曹長              | レン・レッサー                 | 緑川稔                      |
| ダンコーフ大佐            | デヴィッド・ハースト           | 緒方敏也                    |
| ミッチェル二等兵          | フレッド・パールマン           | 清川元夢                    |
| グレイス二等兵            | マイケル・クラーク             |                             |
| ペン二等兵                | ジョージ・ファーゴ             |                             |
| ジョンジー二等兵          | ディー・ポロック               | 野島昭生                    |
| マリガン先任曹長          | ジョージ・サバラス             |                             |
| ドイツ人中尉              | ジョン・G・ヘラー              |                             |
| ブーカ―少佐               | ロス・エリオット               | 徳丸完                      |
| タイガー戦車の戦車長      | カール＝オットー・アルベルティ | 仲木隆司                    |
| フランスの町長            | ヒューゴ・デ・ヴェルニエ       | （蓮岳大）                  |
| ローマー伍長              | ドナルド・ワウ                 | 加藤正之                    |
| 日本語吹替その他声の出演  | 日本語吹替その他声の出演       | 追加録音部分 田久保修平     |

- フジテレビ版：初回放送1977年10月14日『ゴールデン洋画劇場』
  - 2016年に発売された「吹替の力」シリーズ『戦略大作戦 日本語吹替音声追加収録版 ブルーレイ』に収録（約103分）[6]。ただし、初回放送から欠落している場面がある。
  - 2023年9月10日、地上波放送時にカットされた場面を別キャストで追加録音した「吹替完全版」がムービープラスで放送された[7][8]。

## スタッフ
- 製作：シドニー・ベッカーマン、ガブリエル・カッツァ、ハロルド・ローブ
- 製作総指揮：アービング・L・レナード
- 監督：ブライアン・G・ハットン
- 脚本：トロイ・ケネディ・マーティン
- 撮影：ガブリエル・フィガロア
- 編集：ジョン・ジンプソン
- 音楽：ラロ・シフリン

### 日本語版
| -        | フジテレビ版   | 吹替完全版                   |
| -------- | -------------- | ---------------------------- |
| 演出     | 春日正伸       | 吉田啓介                     |
| 翻訳     | 山田実         | 町田敦夫                     |
| 調整     | 栗林秀年       |                              |
| 効果     | PAG            |                              |
| 制作     | グロービジョン | グロービジョン               |
| 制作     | フジテレビ     | ジュピターエンタテインメント |
| 企画協力 | N/A            | フィールドワークス           |

## 制作

### 1945年の金塊強盗

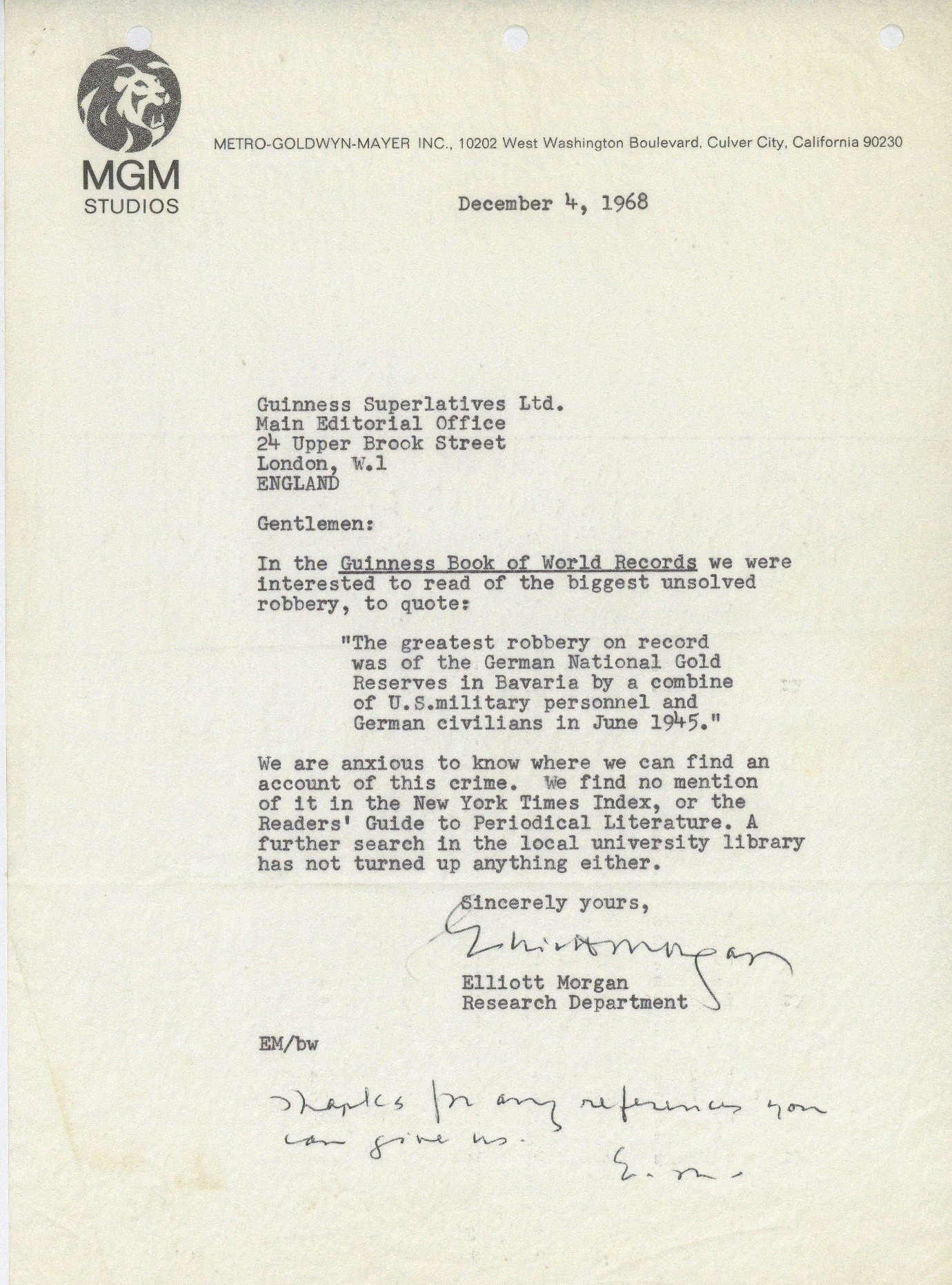
モーガンによるギネス委員会への問合せの書面

本作の脚本は、1956年から2000年まで「史上最大の強盗」（The Greatest Robbery on Record）としてギネス世界記録に登録されていた事件に触発されたものである。記録によれば、1945年にアメリカ軍人とドイツの民間人が共謀し、バイエルンにてドイツ政府の金準備を強奪したとされている。脚本家トロイ・ケネディ・マーティンがこの事件に触発された脚本を執筆し、MGMの制作責任者だったエリオット・モーガン（Elliot Morgan）は、ギネス社に詳細を問い合わせた。しかし、ギネス社側では、恐らく関連する情報が機密扱いとされており、記録として言及されている以上に詳しいことはわからないとした。
この事件について調査したイアン・セイヤーとダグラス・ボッチングの著書『Nazi Gold: The Story of the World’s Greatest Robbery – And Its Aftermath』（1984年）では、バイエルンの金準備がドイツ国防軍と親衛隊の元将校らおよび彼らと共謀したアメリカ軍人によって大量に強奪されたこと、アメリカ政府が事件の隠蔽を図っていたことが明かされた。1997年には盗まれた金塊のうち2本（100万ドル以上）が発見された旨をアメリカ政府が発表し、後に貨幣金返還のための第三者委員会（Tripartite Commission for the Restitution of Monetary Gold）へと引き渡された。

### 戦車
本作は主にユーゴスラビア/クロアチアで撮影が行われた。撮影に使用されたM4シャーマン戦車は戦後型のM4A3E4で、元はユーゴスラビア人民軍の保有車両であった。M4A3E4はアメリカ軍によって運用されたことはなく、もっぱら軍事援助プログラム（Military Aid Program, MAP）を通じて諸外国へと引き渡されたモデルである。ユーゴスラビアは1948年から1955年の間に599両を受け取った。1966年から段階的な退役が始まったが、本作の撮影当時にも相当数が残されていた。一方、ドイツ軍のタイガー戦車は、映画『ネレトバの戦い』の撮影時に制作されたプロップである。これは人民軍所属のソ連製T-34-85戦車に外装を取り付けたもので、本作撮影時にはさらなるディテールアップが加えられていた。

### 音楽
映画の音楽はラロ・シフリンが作曲、編曲、指揮を担当し、サウンドトラックアルバムは1970年にMGMレコードからリリースされた。MGMレコード社長のマイク・カーブはこの映画のために2曲を書き、彼のグループであるマイク・カーブ・コングレゲーションが多くの曲を演奏した。
映画の主題歌（冒頭と最後）は「Burning Bridges」で、マイク・カーブ・コングリゲーションが歌い、シフリンが作曲している。